# Ixtacxochitla
Ixtacxochitla är en ort i Mexiko.   Den ligger i kommunen Coyomeapan och delstaten Puebla, i den sydöstra delen av landet, 260 km sydost om huvudstaden Mexico City. Ixtacxochitla ligger 1 379 meter över havet och antalet invånare är 327.
Terrängen runt Ixtacxochitla är mycket bergig. Runt Ixtacxochitla är det ganska tätbefolkat, med 96 invånare per kvadratkilometer. Närmaste större samhälle är Huitzmaloc, 12,1 km norr om Ixtacxochitla. I omgivningarna runt Ixtacxochitla växer i huvudsak städsegrön lövskog.